# Winfried Veit

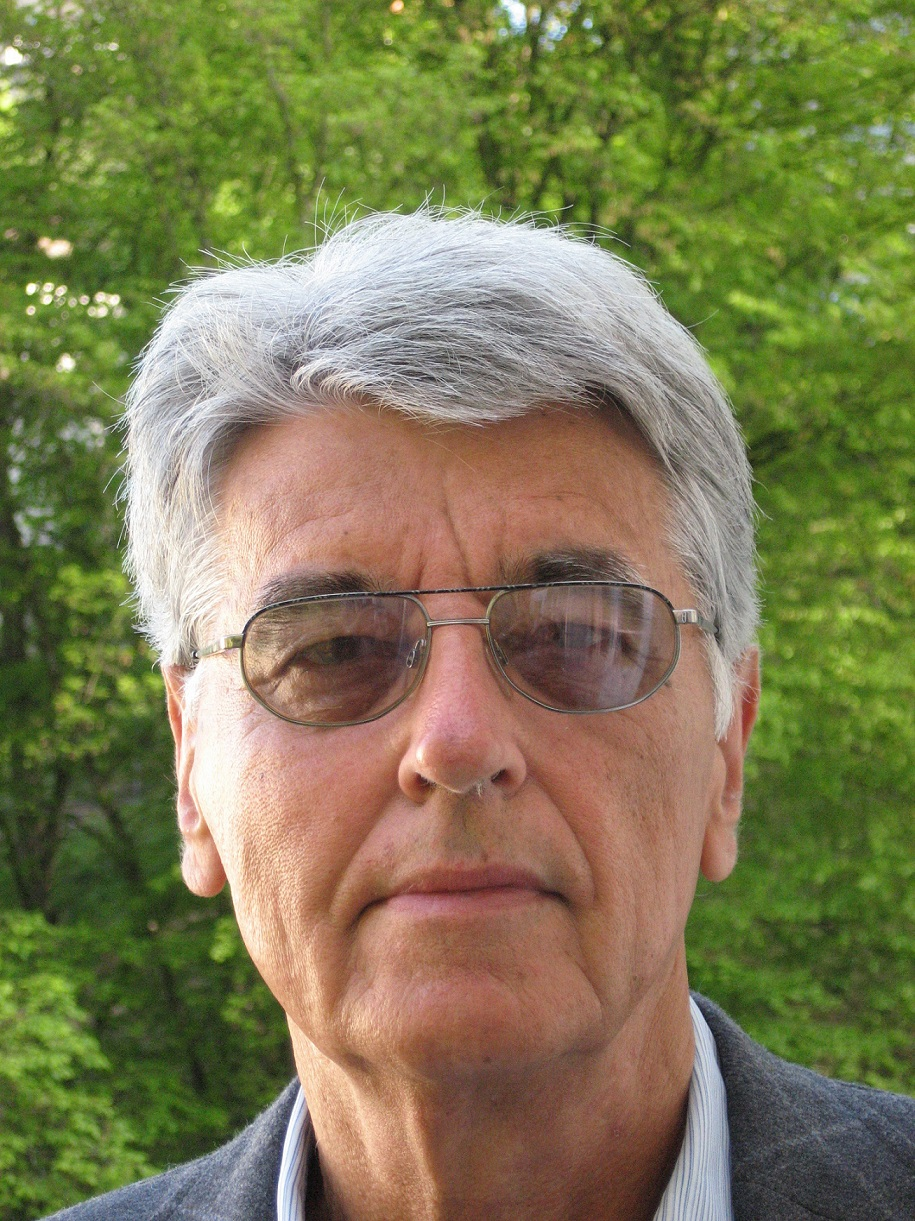
Winfried Veit (2014)

Winfried Veit (* 20. Februar 1946 in Horgen bei Rottweil) ist ein deutscher Politikwissenschaftler und Publizist.

## Leben und Werk
Winfried Veit besuchte in Schwenningen am Neckar das Gymnasium. Nach dem Abitur volontierte er bei der Tageszeitung „Badische Neueste Nachrichten“ in Karlsruhe. Ab 1967 studierte er Politikwissenschaft, Volkswirtschaft und Geschichte an der FU Berlin. Während seiner anschließenden Promotionstätigkeit arbeitete er als Redakteur bei RIAS Berlin und in der Pressestelle der FU Berlin. 1976 wurde er bei Franz Ansprenger mit seiner Arbeit „Nationale Emanzipation. Entwicklungsstrategie und Außenpolitik in Tropisch-Afrika“ promoviert.
Ab 1976 war Veit für die Friedrich-Ebert-Stiftung (FES) in der internationalen Zusammenarbeit tätig. In der Bonner Zentrale war er in den 1980er Jahren für Forschungs- und Beratungsprogramme in Europa, Afrika und Nahost verantwortlich, Anfang der neunziger Jahre leitete er kurz nach dem Zerfall des Ostblocks das Referat „Osteuropa und Zentralasien“. Auf zahlreichen Reisen in die neuen Staaten des Balkan, Osteuropas und Zentralasiens, z. T. gemeinsam mit dem früheren SPD-Vorsitzenden Hans-Jochen Vogel, wuchs das Bewusstsein für deren Probleme und die für Deutschland und Europa daraus entstehenden Herausforderungen. Im Ausland leitete Veit die Büros der FES im Senegal, in Südafrika, Israel, Paris und Genf.
Während seiner Arbeit für die FES publizierte Veit über 80 Bücher, Schriftenreihen und Aufsätze sowie zahlreiche Artikel, Kolumnen und Rundfunksendungen. Neben der politischen und gesellschaftlichen Entwicklung in den jeweiligen „Gastländern“ stand dabei zunehmend die Rolle Europas und sein Verhältnis zu den Krisenregionen in seiner Nachbarschaft im Vordergrund. Insbesondere die Frage, wie sich Europa in Gestalt der EU in einer zunehmend bedrohlichen Welt behaupten kann, führte zu dem seit Anfang der 2000er Jahre entwickelten Konzept eines „Kerneuropa“, das in mehreren Publikationen seinen Niederschlag fand, insbesondere in dem 2020 erschienenen Buch "Europas Kern".
Von 2007 bis 2020 unterrichtete Veit deutsche und französische Außenpolitik am Frankreich-Zentrum der Universität Freiburg und von 2013 bis 2020 europäische Außen- und Sicherheitspolitik am EU-Center des „Institute for the International Education of Students“ in Freiburg. Seit seinem Ausscheiden aus der FES 2011 betätigt er sich auch als Berater für Szenarioplanung, einem Instrument der Zukunftsanalyse, das Entscheidungsträger auf langfristige, schwer vorhersehbare Entwicklungen vorbereiten soll. Neben Projekten in Bosnien, Senegal, Mali und Indonesien waren die Zukunft des Weltwirtschaftssystems, der Eurozone, der deutsch-russischen und der europäisch-afrikanischen Beziehungen Gegenstand solcher Analysen.
2016 veröffentlichte Veit seinen ersten Roman unter dem Titel „Allahs Zorn im Garten Europas“, erschienen in der von Klaus Isele herausgegebenen Collection Montagnola, der 2021 in überarbeiteter und wesentlich erweiterter Fassung unter dem Titel "Graff oder Allahs Zorn im Garten Europas" im Altan-Verlag erschien.

## Schriften (Auswahl)
Nationale Emanzipation. Entwicklungsstrategie und Außenpolitik in Tropisch-Afrika. Die Beispiele Elfenbeinküste und Guinea. Weltforum, München 1978, ISBN 3-8039-0159-6.
Das Shah-Syndrom. Politische Risikoanalyse und internationales Krisenmanagement. Friedrich-Ebert-Stiftung (FES), Reihe Internationale Politik, Bonn 1981.
Linke Realpolitik. Frankreichs Außenpolitik unter Mitterrand. FES, Reihe Internationale Politik, Bonn 1984, ISSN 0174-5204.
Eine europäische Perspektive für Israel. Schlüssel zur Lösung des Nahostkonflikts, in: Internationale Politik und Gesellschaft, Nr. 2/2003, S. 155–180.
Grösser, weiter, schwächer: warum die EU einen „harten Kern“ braucht, in: Internationale Politik und Gesellschaft, Nr. 2/2005, S. 130–149.
Avant-garde, cercles concentriques et intégration politique européenne, in: Henri de Grossouvre (Hg.), Pour une Europe européenne. Une avant-garde pour sortir de l’impasse, Xenia, Vevey 2007, S. 35–46. ISBN 978-2-88892-037-3.
Kerneuropa – weiche Schale(n), harter Kern. FES, Internationale Politikanalyse, Berlin 2012 (zus. Mit Gero Maaß). ISBN 978-3-86498-097-8.
Außenpolitik als internationale Gesellschaftspolitik. Dietz, Bonn 2013. ISBN 978-3-8012-0446-4.
Europas Selbstbehauptung in einer bedrohlichen Welt. epubli, Berlin 2016. ISBN 978-3-7375-9346-5.
Allahs Zorn im Garten Europas. Roman. Collection Montagnola, Norderstedt 2016. ISBN 978-3-7412-1100-3
Von der Versöhnung zur Partnerschaft (zus. mit K.P. Treydte u. K. Dethlefsen). Dietz, Bonn 2019. ISBN 978-3-8012-0515-7
Ukraine in the crosshairs of geopolitical power play (Hg. zus. mit P.W. Schulze). Campus, Frankfurt 2020. ISBN 978-3-593-51248-8
Europas Kern. Eine Strategie für die EU von morgen. Dietz, Bonn 2020. ISBN 978-3-8012-0571-3
Graff oder Allahs Zorn im Garten Europas. Roman. Altan, Medelby 2021. ISBN 978-3-930472-04-8